# Tinker Juarez
David Juarez plus connu sous le pseudonyme de Tinker Juarez (né le 4 mars 1961 à Downey), est un cycliste américain, spécialisé en VTT et en particulier du cross-country auquel il a été vice-champion du monde en 1994. Il est aussi le précurseur du BMX freestyle sur une rampe half-pipe.

## Biographie
Tinker Juarez est le précurseur du BMX freestyle Vert (sport) (en), il est connu dans l'histoire du BMX comme avoir créé les premières figures à faire sur une rampe half-pipe. Son surnom "Tinker" a été inventé par sa famille lorsqu'il était bébé il l'appelait « Stinker », alors que tout le monde pensait qu'il disait « Tinker ». David Juarez est plus connu sous ce pseudonyme, car beaucoup de gens pensent que c'est son vrai prénom. Sa carrière de BMX Supercross de 1976 à 1985 et ses victoires en Californie lui valut le surnom de Hollifield Flash, il est avec Stu Thomsen (en)  un des premiers à être devenu « pro » en 1975 à l'âge de 16 ans, en courant pour des petites sommes d'argent donnés par les organisations des courses bien avant même que les organismes officiels responsables décident eux-mêmes de rémunérer les meilleurs des courses.

## Palmarès en VTT

### Jeux olympiques
- Atlanta 1996
  - 19e du cross-country
- Sydney 2000
  - 30e du cross-country

### Championnats du monde
- Vail 1994
  -  Médaillé d'argent du championnat du monde de cross-country

### Coupe du monde
- 1991
  - 2e de la manche de Berlin et 3e de la manche de Park City
- 1992
  - 3e de la manche de Vail
- 1993
  - Vainqueur de la manche de Mont Sainte-Anne
- 1994
  - Vainqueur de la manche de Silver Star
  - 3e du classement général
  - 3e de la manche de Madrid

### Jeux panaméricains
Mar del Plata 1999
 Médaillée d'or du cross-country

### Autre
- 1989
  - Iron Horse Bicycle Classic

## Distinction
- Mountain Bike Hall of Fame (2001)